# أوربانو كايرو
أوربانو كايرو (بالإيطالية: Urbano Cairo)‏ رجل أعمال ايطالي ومالك نادي تورينو لكرة القدم.

## انظر ايضاً
- قائمة ملاك أندية كرة القدم الإيطالية